# Anna Lallerstedt
Anna Lallerstedt, född 30 november 1977, är en svensk krögare och ägare till krogföretaget Eriks restauranger.
Anna Lallerstedt är dotter till krögaren Erik Lallerstedt och Kerstin Lallerstedt. Hon läste humanisitsk linje på Östra real i Stockholm, och arbetade extra sista året på restaurang. Efter gymnasiet började hon som smörgåsnisse på familjeföretaget, men lämnade det efter några år och utbildade sig till konditor och sommelier. Hon kom tillbaka som 23-åring och blev efter ett par år restaurangchef för Eriks bakficka, som låg på Östermalm i Stockholm och hade grundats 1989.
Runt 2010 började Anna Lallerstedt ta över mer och mer av familjeföretaget och 2013 tog hon över ordförandeskapet, men båda föräldrarna var fortfarande aktiva i verksamheten. Verksamheten omsatte 100 miljoner och bestod bland annat av krogarna Gondolen, Vinbaren och Bakfickan, men även färdiga såser och kokböcker. Hon startade Eriks Basar i det nybyggda huset Basaren på Kungsholmen 2018. Företaget drabbades hårt av ombyggnader vid Slussen där både Vinbaren och Gondolen låg. Sedan tillkom restriktionerna under covid-19 pandemin och företaget sålde samtliga restauranger inom några år.